# Warabi-shuku

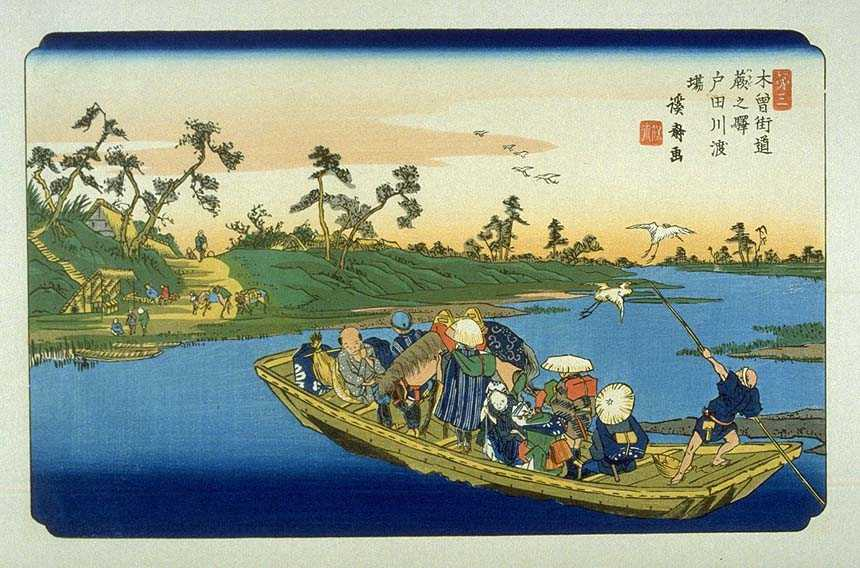
Warabi-shuku, estampe de Keisai Eisen de la série Les Soixante-neuf Stations du Kiso Kaidō.

Warabi-shuku (蕨宿, Warabi-shuku) était la deuxième des soixante-neuf stations du Nakasendō. Elle est située dans la ville moderne de Warabi, préfecture de Saitama, à environ 19 km du point de départ à Nihonbashi.

## Histoire
Warabi était à l'origine une jōkamachi (ville-château) construite durant la période Sengoku pour la famille Shibukawa. Durant l'époque d'Edo, elle devient une station du Nakasendō. À son apogée, la population compte 2 223 habitants, avec 430 foyers, deux honjin et un honjin secondaire.

## Stations voisines
Nakasendō
Itabashi-shuku – Warabi-shuku – Urawa-shuku